# Eter difenylowy
Eter difenylowy – organiczny związek chemiczny z grupy eterów aromatycznych. Jest to bezbarwne ciało stałe o temperaturze topnienia około 26 °C i o zapachu przypominającym zapach geranium. Stosuje się go w przemyśle perfumeryjnym.